# 勇者鬥惡龍 戰略指揮家
《勇者鬥惡龍 戰略指揮家》是由Aiming開發、Aiming和史克威爾艾尼克斯營運的策略角色扮演遊戲，對應Android和iOS平台。遊戲於2020年7月起在日本營運，目前仍然營運中；國際版於2021年1月營運，並於2024年2月終止營運。其中支援繁體中文。該作是勇者鬥惡龍系列首款策略角色扮演遊戲。
日本版遊戲發行10天後，下載量突破500萬次。

## 外部連結
- 官方网站